# 서서평, 천천히 평온하게
"서서평, 천천히 평온하게"는 한국에서 제작된 홍주연 감독의 2017년 다큐멘터리 영화이다. 하정우가 나레이션을 맡았다.

## 출연

### 주연
- 하정우
- 윤안나
- 안은새
- 정혜윤

## 기타
- 제작부장: 박소연
- 제작부: 진미혜
- 제작부: 안형준
- 라인프로듀서: 최진
- 촬영부: 정필선
- 촬영부: 백배진
- 촬영부: 강성모
- 조명: 김바다
- 조명보: 김병욱
- 조명부: 양준혁
- 그립: 박치화
- 키그립: 김동령
- 조연출: 박소연
- 조연출: 유철승
- 연출부: 민주홍
- 연출부: 박안드레
- 연출부: 진미혜
- 스크립터: 달감
- 동시녹음: 곽기남
- 동시녹음: 정종호
- 사운드디자인: 이성준
- 음악지원: 박승천
- 미술: 정영순
- 미술팀: 강다연
- 소품팀: 안형준
- 시각효과: 김영균
- 분장: 최나영
- 분장팀: 도세진
- 분장효과: 배재연
- 분장효과: 이진영
- 의상: 박유경
- 의상: 박사라
- 디지털색보정: 강대인
- 스토리보드: 조나래
- 발전차: 남기준
- 메이킹촬영: 민주홍
- 녹음팀: 최영섭
- 녹음팀: 이호일
- 사운드어시스트: 김재훈
- 자막: 이혜련
- 배급/마케팅 총괄: 남기웅
- 홍보마케팅: 김은주
- 홍보마케팅: 박현선
- 홍보마케팅: 김동진
- 홍보마케팅: 최소담
- 온라인마케팅: 송수연
- 온라인마케팅: 곽성은
- 온라인마케팅: 조재형
- 온라인마케팅: 강서윤
- 온라인마케팅: 이재설
- 온라인디자인: 최유리
- 예고편: 형대철
- 스틸촬영: 박민수
- 매니저부문: 서강준
- 보험: 김후식